# Ammerhöfe
Die ehemalige Gemeinde Ammerhöfe (bis 1870 Ammerhöfen) lag im Landkreis Weilheim-Schongau. Durch eine Umstrukturierung der Gemeinden im Landkreis vom 12. April 1976 wurde sie im Rahmen der Gemeindegebietsreform am 1. Januar 1978 aufgelöst. Das Gebiet wurde unter den Gemeinden Peißenberg, Hohenpeißenberg und Oberhausen aufgeteilt.

## Geographie

### Geographische Lage
Die Gemeinde lag hufeisenförmig von Südost über Westen bis nach Norden um Peißenberg. Sie hatte weder eine eigene Pfarrei noch Schule, sondern war den Pfarreien und Schulsprengeln Peißenberg, Hohenpeißenberg und Oberhausen zugeteilt.

### Ehemalige Ortsteile
Die Gemeinde hatte 34 Ortsteile:
| Aufnehmende Gemeinde | Gemeindeteil        | Typ      | Bevölkerung 27. Juni 1961 | Bevölkerung 27. Mai 1970 | Bevölkerung 25. Mai 1987 | Gebäude | Wohnungen | Koordinaten                     |
| -------------------- | ------------------- | -------- | ------------------------- | ------------------------ | ------------------------ | ------- | --------- | ------------------------------- |
| Hohenpeißenberg      | Bschorrwald         | Dorf     | 70                        | 58                       | … 2                      | … 2     | … 2       | 47° 47′ 24″ N, 11° 1′ 2,5″ O    |
| Hohenpeißenberg      | Fuchshölle          | Weiler   | 26                        | 14                       | 14                       | 5       | 5         | 47° 47′ 31,6″ N, 11° 1′ 38″ O   |
| Hohenpeißenberg      | Hinterschwaig       | Weiler   | 17                        | 17                       | 12                       | 4       | 5         | 47° 47′ 41,5″ N, 11° 1′ 56,7″ O |
| Hohenpeißenberg      | Mitterschwaig       | Einöde   | 13                        | 13                       | 12                       | 2       | 3         | 47° 47′ 46,7″ N, 11° 2′ 20″ O   |
| Hohenpeißenberg      | Oberschwaig         | Einöde   | 15                        | 15                       | 13                       | 2       | 2         | 47° 48′ 2,4″ N, 11° 2′ 7,9″ O   |
| Hohenpeißenberg      | Steinfall           | Dorf     | 85                        | 70                       | … 2                      | … 2     | … 2       | 47° 47′ 36,2″ N, 11° 0′ 49,4″ O |
| Hohenpeißenberg      | Unterbau            | Siedlung | 100                       | 74                       | … 2                      | … 2     | … 2       | 47° 47′ 24,8″ N, 11° 1′ 16,6″ O |
| Hohenpeißenberg      | Vorderschwaig       | Weiler   | 45                        | 25                       | 29                       | 8       | 11        | 47° 47′ 44,1″ N, 11° 2′ 37,5″ O |
| Oberhausen           | Eyach               | Weiler   | 19                        | 16                       | 21                       | 5       | 7         | 47° 46′ 10,8″ N, 11° 5′ 40,4″ O |
| Oberhausen           | Kreilhof            | Weiler   | 29                        | 14                       | 17                       | 4       | 5         | 47° 46′ 21″ N, 11° 5′ 22,3″ O   |
| Oberhausen           | Sankt Nikolaus      | Einöde   | 11                        | 4                        | 3                        | 2       | 2         | 47° 46′ 4,6″ N, 11° 5′ 23,7″ O  |
| Peißenberg           | Ammerhöfe 3         | Weiler   | 30                        | 33                       | 34                       | 7       | 9         | 47° 46′ 23,5″ N, 11° 3′ 40,7″ O |
| Peißenberg           | Armeleiten          | Einöde   | 6                         | 6                        | 5                        | 1       | 1         | 47° 45′ 59,1″ N, 11° 4′ 35″ O   |
| Peißenberg           | Berghof             | Weiler   | 62                        | 6                        | 34                       | 5       | 6         | 47° 47′ 42,7″ N, 11° 6′ 30″ O   |
| Peißenberg           | Berghofsiedlung 4   | Siedlung | —                         | 246                      | 32                       | 6       | 6         | 47° 47′ 30,1″ N, 11° 6′ 30,5″ O |
| Peißenberg           | Buchen              | Einöde   | 12                        | 10                       | 12                       | 2       | 3         | 47° 46′ 10,3″ N, 11° 4′ 1,1″ O  |
| Peißenberg           | Ficht               | Einöde   | 30                        | 28                       | 6                        | 2       | 2         | 47° 47′ 41,1″ N, 11° 5′ 47,7″ O |
| Peißenberg           | Guselried           | Einöde   | 13                        | 5                        | 0                        | 0       | 0         | 47° 49′ 22,2″ N, 11° 2′ 30,1″ O |
| Peißenberg           | Hohenwart           | Einöde   | 7                         | 6                        | 5                        | 1       | 1         | 47° 46′ 56,6″ N, 11° 2′ 16″ O   |
| Peißenberg           | Oberbuchau          | Weiler   | 9                         | 7                        | 9                        | 4       | 4         | 47° 48′ 17,2″ N, 11° 2′ 18,2″ O |
| Peißenberg           | Rapoltskreut        | Einöde   | 4                         | 2                        | 1                        | 1       | 1         | 47° 48′ 2,5″ N, 11° 3′ 2,9″ O   |
| Peißenberg           | Sankt Georg         | Einöde   | 8                         | 5                        | 6                        | 1       | 1         | 47° 47′ 34,7″ N, 11° 3′ 3,3″ O  |
| Peißenberg           | Sankt Michael       | Einöde   | 7                         | 6                        | 5                        | 1       | 1         | 47° 48′ 14,5″ N, 11° 3′ 3,3″ O  |
| Peißenberg           | Scheithauf          | Weiler   | 130                       | 20                       | 18                       | 5       | 7         | 47° 46′ 17,1″ N, 11° 4′ 45″ O   |
| Peißenberg           | Scheithauf-Torfwerk | Siedlung | 47                        | 31                       | 17                       | 5       | 6         | 47° 46′ 50,6″ N, 11° 4′ 42″ O   |
| Peißenberg           | Schlag              | Weiler   | 49                        | 47                       | 42                       | 9       | 15        | 47° 48′ 47,4″ N, 11° 3′ 35,8″ O |
| Peißenberg           | Schweiber           | Weiler   | 12                        | 9                        | 10                       | 3       | 3         | 47° 48′ 20,6″ N, 11° 3′ 25,4″ O |
| Peißenberg           | Strallen            | Weiler   | 32                        | 28                       | 24                       | 6       | 6         | 47° 48′ 38,5″ N, 11° 2′ 30,9″ O |
| Peißenberg           | Sulz                | Weiler   | 98                        | 67                       | 51                       | 6       | 37        | 47° 48′ 5,9″ N, 11° 3′ 45,6″ O  |
| Peißenberg           | Taigschuster        | Einöde   | 4                         | 6                        | 3                        | 2       | 2         | 47° 48′ 19,2″ N, 11° 1′ 57″ O   |
| Peißenberg           | Tritschenkreut      | Einöde   | 4                         | 4                        | 5                        | 1       | 1         | 47° 48′ 37,9″ N, 11° 1′ 57″ O   |
| Peißenberg           | Unterbuchau         | Weiler   | 10                        | 5                        | 7                        | 3       | 3         | 47° 48′ 18,2″ N, 11° 2′ 33,4″ O |
| Peißenberg           | Windkreut           | Weiler   | 23                        | 26                       | 22                       | 8       | 8         | 47° 48′ 53,2″ N, 11° 2′ 39,7″ O |
| Peißenberg           | Aschwald 5          | Einöde   | 0                         | —                        | —                        | —       | —         | 47° 48′ 47,9″ N, 11° 2′ 57,8″ O |

- Siglhof (1)
- Moser (2)
- Wieser (3, 4)
- Steinle (5)
- Lechner (7)
- Reitner (8)

## Geschichte
Der Name „Ammerhöfe“ wird erstmals 1752 erwähnt.
Durch das Gemeindeedikt entstand 1818 die Gemeinde Ammerhöfen, die zum Landgericht Weilheim gehörte, später Landkreis Weilheim.
Während der Zeit des Nationalsozialismus gab es Planungen, die Gemeinde aufzulösen. Letzter Bürgermeister der Ammerhöfe war von 1966 bis 1977 Friedrich Dollmann (SPD).

### Einwohnerentwicklung
In der Einwohnerentwicklungstabelle wird in der ersten Spalte jeweils die Einwohnerzahl der Gemeinde angegeben. In den weiteren Spalten steht, wie hoch die Einwohnerzahl in den einzelnen Gebieten war, die bei der Aufteilung der Gemeinde am 1. Januar 1978 an die dort aufgeführten Gemeinden abgetreten wurden.
| Datum        | Einwohner der Gemeinde | Einwohner Hohenpeißenberg | Einwohner Oberhausen | Einwohner Peißenberg |
| ------------ | ---------------------- | ------------------------- | -------------------- | -------------------- |
| 1840         | 361                    |                           |                      |                      |
| 1861         | 415                    |                           |                      |                      |
| 1880         | 503                    |                           |                      |                      |
| 1900         | 586                    |                           |                      |                      |
| 1919         | 853                    |                           |                      |                      |
| 1939         | 762                    |                           |                      |                      |
| 1946         | 1256                   |                           |                      |                      |
| 1957         | 1064                   | 400                       | 78                   | 586                  |
| 6. Juni 1961 | 1027                   | 366                       | 59                   | 602                  |
| 27. Mai 1970 | 923                    | 284                       | 34                   | 605                  |

## Wappen
Blasonierung: „In Blau ein silberner Schräglinksfluß, der beiderseits je von einem silbernen Bauernhof begleitet und in der Schildmitte von einer goldenen Brücke überdeckt wird; oben gekreuzt ein silberner Schlegel und silberner Bergmannshammer mit goldenen Stielen.“
Das Wappen der Ammerhöfe, gestaltet vom Emil Werz, wurde ab dem Jahr 1955 verwendet.
Klemens Stadler gab dazu eine Erläuterung: „Das Wappen gibt ein Bild von der geographischen Lage der von der Ammer durchflossenen Gemeinde, die fast nur Einzelhöfe aufweist, und damit auch einen Hinweis auf den Gemeindenamen. Schläge und Hammer als Bergmannswerkzeug versinnbildlichen den Bergbau am Peißenberg und dadurch auch die Erwerbstätigkeit des nichtbäuerlichen Anteils der Gemeindebevölkerung. Bei der einstigen starken Zersplitterung der Grundherrschaft in der Ortsflur war hier eine Anknüpfung an historische Wappen bestimmter früherer Klöster oder Adelsgeschlechter nicht möglich.“

## Persönlichkeiten

### Ehrenbürger
- Michael Zieglmeier (1874–1959), Oberbergdirektor[11]

### Söhne und Töchter der Gemeinde
- Matthäus Günther (1705–1788), ein bedeutender Maler des Rokoko. Er stammte aus Tritschenkreut.[12]

### Weitere mit dem Ort verbundene Persönlichkeiten
- Carl Spitzweg (1808–1885), Maler; er fasste bei einem Kuraufenthalt in Bad Sulz endgültig den Entschluss Maler zu werden[13]